# Hockey Club Asiago 2005-2006
Questa pagina contiene i dati relativi alla stagione hockeystica 2005-2006 della società di hockey su ghiaccio HC Asiago.

## Campionato
- Piazzamento: 6° in serie A1.

## Roster
- Levente Szuper
- Nicola Lobbia
- Jason Cirone
- Jon Pittis
- John Parco
- Carter Trevisani
- Giulio Scandella
- Lucio Topatigh
- Pat Iannone
- Luca Rigoni
- Jordan Bianchin
- Henri Laurila
- Jason Tessier
- Lauri Kinos
- Darcy Robinson
- Scott Ricci
- Federico Benetti
- Claudio Mantese
- Maurizio Bortolussi
- Riccardo Mosele
- Stefano Frigo
- Fabio Rigoni
- Kyle Rossiter
- Andrea Ambrosi
- Ryan Robinson
- Nick Romano

### Allenatore
Tony Martino